# Aleksandr Sidorenko
Aleksandr Aleksandrovič Sidorenko (in russo Александр Александрович Сидоренко?, in ucraino Олександр Олександрович Сидоренко?, Oleksandr Oleksandrovyč Sydorenko; Mariupol', 27 maggio 1960 – Mariupol', 20 febbraio 2022) è stato un nuotatore sovietico, successivamente ucraino, specializzato nei misti, e vincitore della medaglia d'oro nei 400 m misti alle Olimpiadi di Mosca.

## Biografia
Nato in Ucraina, vinse per la prima volta una medaglia (di bronzo) in un'importante manifestazione agli europei in Svezia nel 1977 sui 200m misti, confermandosi al terzo posto l'anno successivo ai mondiali di Berlino. A Mosca 1980 il programma dei misti prevedeva solo la gara dei 400 metri, dove la lotta già dall'inizio parve essere ristretta a Sidorenko e all'altro sovietico, Sergej Fesenko, già vincitore due giorni prima dei 200 farfalla. Dopo una grande partenza di quest'ultimo nel "suo" stile, sidorenko recuperò a dorso e a rana accumula un vantaggio incolmabile per la pur veemente rimonta di Fesenko. Sidorenko chiude col record olimpico in 4:22.89, superando di poco più di mezzo secondo il compagno di squadra.
Nel 1981 e 1982 Sidorenko  vinse i 200m misti agli europei davanti a un giovane Giovanni Franceschi, e l'anno successivo si ripeté ai mondiali, prima di chiudere la carriera con la medaglia d'argento alle Universiadi del 1983 di Edmonton, alle spalle dell'astro nascente della specialità, il canadese Alex Baumann.
Il 9 luglio 1978 Sidorenko aveva anche battuto il record del mondo dei 200 misti, col tempo di 2'05"24; tuttavia tale primato durò meno di un mese, perché all'inizio di agosto lo statunitense Steve Lundquist lo superò di quasi un secondo.
Sidorenko è morto nel 2022, per complicazioni da Covid-19. 

## Palmarès
- Olimpiadi
  - Mosca 1980: oro nei 400m misti.
- Mondiali
  - 1978 - Berlino: argento nei 200m misti.
  - 1978 - Guayaquil: oro nei 200m misti.
- Europei
  - 1977 - Jönköping: bronzo nei 200m misti.
  - 1981 - Spalato: oro nei 200m misti.